# Musée des horreurs
Musée des horreurs (Museum des Schreckens) ist eine Serie von antidreyfusardischen, nationalistischen, antisemitischen und antifreimaurerischen Karikaturen (in Form von lithographierten Postern), die von Victor Lenepveu zwischen Oktober 1899 und Dezember 1900 gezeichnet und in Frankreich veröffentlicht wurden.

## Geschichte
Autor des Musée des horreurs ist Victor Lenepveu (siehe unten).
Der Verkauf der ersten Ausgabe am 1. Oktober 1899 wurde von Henri Rocheforts L’Intransigeant angekündigt und begrüßt:

« Un dessinateur de beaucoup d'esprit, au coup de crayon d'un comique intense, M. V. Lenepveu, a eu l'heureuse idée d'inaugurer une série de portraits des vendus les plus célèbres de la tourbe dreyfusarde. »

„Ein geistreicher Zeichner mit einem Bleistiftstrich von intensiver Komik, Herr V. Lenepveu, hatte die glückliche Idee, eine Reihe von Porträts der berühmtesten Verräter der Dreyfusarde-Meute zu eröffnen.“

Die Druckerei und die Verwaltung des Musée des horreurs befanden sich in der Rue Dulong 585. Die Serie wurde zunächst vom Haus Hayard in der Rue Saint-Joseph Nr. 245 verkauft, dann zwischen November und Dezember 1899 an ein Verkaufsbüro in der Rue de Cléry Nr. 43 und schließlich ab Januar 1900 in der Rue du Croissant Nr. 10 (siehe horreurs, Bild 3). Lenepveu kündigte zunächst 150 (siehe horreurs, Bild 4), dann 200 Zeichnungen (siehe horreurs, Bild 5) an, veröffentlichte aber schließlich nur etwa 50. Jede Ausgabe wurde für 20 Centimes verkauft (siehe horreurs, Bild 22), während das Abonnement für die gesamte Serie, das ursprünglich auf 25 Francs festgelegt war, am 15. Februar 1900 auf 40 Francs erhöht wurde. Das Erscheinen scheint unregelmäßig gewesen zu sein, mal wöchentlich, mal zweimonatlich, bevor ab Nr. 28 (Mai 1900) eine Lieferung jeden Freitag versprochen wurde.
Die großformatigen (65 × 50 cm) und posterähnlichen Farbkarikaturen verhöhnen die Dreyfusards, indem sie die meisten von ihnen mit grotesken Tierkörpern ausstatten – ein Verfahren, das bereits während der Französischen Revolution und später von zahlreichen Karikaturisten wie Paul Hadol (La Ménagerie impériale, 1870) oder Barentin und J. Blass (Ménagerie républicaine, 1889) angewandt wurde. Beliebte Ziele des Musée des horreurs waren natürlich Alfred Dreyfus (3 Zeichnungen) und die namhaften Befürworter der Wiederaufnahme seines Prozesses, allen voran Joseph Reinach (3 Zeichnungen), ohne den Präsidenten Émile Loubet (4 Zeichnungen) und die Regierungsmitglieder Waldeck-Rousseaus (12 Zeichnungen) zu verschonen. Obwohl die Familie Rothschild relativ unbeteiligt an der Dreyfus-Affäre war, war sie Gegenstand von acht antisemitischen Karikaturen.
Parallel zur Veröffentlichung des Musée des horreurs startete Lenepveu Mitte November 1899 das Musée des Patriotes, in dem die Anführer der Antidreyfusards und Nationalisten zu ihrem Vorteil dargestellt wurden. Die neue Serie, die für 10 Centimes pro Ausgabe verkauft und den Abonnenten des Musée des horreurs angeboten wurde, enthielt unter anderem Porträts von Paul Déroulède, Henri Rochefort, Édouard Drumont, François Coppée und Colonel Marchand. Die ebenfalls angekündigten Porträts (siehe patriotes, Bilder 2 und 4) von Gyp, Jules Lemaître, Oscar de Négrier, Maurice Barrès, Ernest Judet, Jules Guérin und Lucien Millevoye scheinen nicht realisiert worden zu sein. Einige Zeichnungen aus beiden Serien wurden auf Postkarten abgebildet.
Die Behörden reagierten bereits nach dem Erscheinen von Nr. 2 des Musée des horreurs Mitte Oktober 1899, als die Polizei Straßenhändler, die diese Plakate auf der Straße verkauften, verhaftete und ihre Exemplare beschlagnahmte. Sowohl L’Intransigeant als auch Lenepveu (siehe horreurs, Bilder 3 und 10) prangerten diese willkürlichen Verhaftungen an, die sie dem Pariser Polizeipräfekten Louis Lépine zuschrieben. Laut L'Intransigeant handelte Lépine auf Wunsch des Barons de Rothschild. Diese Information wurde jedoch von der Polizeipräfektur dementiert. In Nr. 18 des Museums vom Februar 1900 wird erneut von Einschüchterungen durch die Polizei berichtet, diesmal gegen Zeitungshändlerinnen an Kiosken, denen mit dem Verlust ihrer Konzession gedroht worden sei (siehe horreurs, Bild 18).
Die Herausgabe des Musée des horreurs wurde schließlich im Spätherbst 1900 eingestellt. In einem Brief an Déroulède vom 1. Januar 1901 kündigte Lenepveu an, dass er aufgrund von Finanzierungssorgen und polizeilichen Schikanen aufgeben werde. Das Patriotenmuseum wurde am 1. Januar 1901 eingestellt. Dennoch erschien das Musée des Patriotes zumindest bis September 1901, als die Porträts des russischen Kaisers und der russischen Kaiserin erschienen.
Die Sammlungen des Musée des horreurs und des Musée des Patriotes sind bei Liebhabern begehrt: Sotheby’s verkaufte am 19. Dezember 2007 eine komplette Sammlung für 31.000 Dollar und am 29. April 2013 eine unvollständige Sammlung für 17.500 Dollar, während eine komplette Sammlung am 22. April 2015 bei Ader für 10.000 Euro versteigert wurde.

## Musée des horreurs und Musée des Patriotes
| Nr. | Datum                      | Titel                                                                                                | Beschreibung | Bild                                                                |
| --- | -------------------------- | --- | --- | ------------------------------------------------------------------- |
| 1   | 1. Oktober 1899            | Boule de Juif (Judenkugel)                                                                           | Joseph Reinach als Affe (laut L’Intransigeant als Mantelpavian) mit einem Brief, in dem er die „Rehabilitierung dieser Kanaille D.“ fordert. (Eine Anspielung auf eines der Dokumente in der gegen Dreyfus erstellten Belastungsakte.) „Judenkugel“ bezieht sich auf das Übergewicht Reinachs, es ist eine Anspielung auf Guy de Maupassants Kurzgeschichte Boule de suif. | Boule de juif - Musée des horreurs 1                                |
| 2   | Oktober 1899               | N’a qu’un œil, banquier-brocanteur (Hat nur ein Auge, Banker-Trödler)                                | Alphonse de Rothschild als einäugige Krake. | N’a qu’un oeil - Musée des Horreurs 2                               |
| 3   | Oktober 1899               | A la niche!!! (Zur Hundehütte!!!)                                                                    | Louis Lépine als Wachhund, dem das Horrormuseum einen Tritt versetzt. Als Polizeipräfekt von Paris soll er angeordnet haben, die Verkäufer des Musée zu verhaften. | A la niche - Musée des Horreurs 3                                   |
| 4   | November 1899              | Le Roi des Porcs (Der König der Schweine)                                                            | Émile Zola als Schwein, das eine Frankreichkarte mit „internationalem Kacka“ beschmiert. Noch bevor er sich für Dreyfus einsetzte, wurde der Anführer der naturalistischen Literatur von Konservativen oft als Pornograph bezeichnet und als Schwein karikiert. | Musée des Horreurs 4                                                |
| 5   | November 1899              | Trou de Balle (Kugelloch)                                                                            | Fernand Labori als gesattelter Esel, der durch einen Schuss aus einer Korkenpistole erschreckt wird. Anspielung auf das Attentat auf den Anwalt von Dreyfus in Rennes am 14. August 1899. | Trou de balle - Musée des Horreurs 5                                |
| 6   | November 1899              | Le Traître! (Der Verräter)                                                                           | Alfred Dreyfus als Hydra, die von einem Schwert durchbohrt wird. Dreyfus wurde am 9. September verurteilt und am 19. September vom Präsidenten der Republik begnadigt. | Musée des Horreurs 6                                                |
| 7   | Dezember 1899              | Kabosch d’Ane (Beschneidung des Esels)                                                               | Der Oberrabbiner von Frankreich Zadoc Kahn als Wolf, der einem Schwein den Schwanz abschneidet (Anspielung auf den Beschneidungsritus). | Kabosch d'Ane - Musée des Horreurs 7                                |
| 8   | Dezember 1899              | Georgette                                                                                            | Oberst Marie-Georges Picquart als Dromedar. | Georgette - Musée des Horreurs 8                                    |
| 9   | Dezember 1899              | Pré-Salé (Vorgesalzen)                                                                               | Francis de Pressensé als Truthahn, der auf eine Zeitung mit dem Titel L’Ordure gesprungen ist (l’ordure ist der Müll; gemeint ist die Zeitschrift L’Aurore, in der Zolas J’accuse erschienen war). | Pré-salé - Musée des Horreurs 9                                     |
| 10  | Dezember 1899              | L’ex-copain de Cornélius Herz (Der Ex-Freund von Kornelius Herz)                                     | Georges Clemenceau als Hyäne, die über Säcke mit britischen Pfund wacht, als Echo auf die Anschuldigungen aus der Zeit der Norton-Affäre (1893). Der Titel erinnert an seine Verbindungen zu Cornelius Herz vor dem Panamaskandal (1892). | L’ex-copain de Cornélius Herz - Musée des Horreurs 10               |
| 11  | Dezember 1899              | La Dame blanche (Die weiße Dame)                                                                     | Séverine als Kuh. | La Dame blanche - Musée des Horreurs 11                             |
| 12  | Januar 1900                | Crassus                                                                                              | Henri Maret als Ratte in einem Abwasserkanal. Der Abwasserkanal, der den Namen „Panamakanal“ trägt (Maret war in den Skandal verwickelt), befördert eine Ausgabe von Le Radical. | Crassus - Musée des horreurs 12                                     |
| 13  | Januar 1900                | Ranc le Caïman (Ranc der Kaiman)                                                                     | Senator Arthur Ranc als Kaiman (Spitzname für Senatoren). | Ranc le caïman - Musée des Horreurs 13                              |
| 14  | Januar 1900                | L’Eléphant du Jourdain (Der Elefant vom Jordan)                                                      | Jean Jaurès als Elefant, der sich auf eine Ausgabe von La Petite Dreyfusarde (La Petite République) stützt und eine Flasche Jordanwasser hält, als Echo auf ein Gerücht aus dem Jahr 1895 über die katholische Taufe einer Tochter von Jaurès, wodurch Jaurès’ Antiklerikalismus als scheinheilig erscheint. | L’éléphant du Jourdain -Musée des Horreurs 14                       |
| 15  | Januar 1900                | Signe de Grande détresse! (Zeichen der großen Not!)                                                  | Henri Brisson als Bär, der mit einer Parodie auf den freimaurerischen Sautoir (mit einem in ein Dreieck eingeschriebenen Nachttopf) versehen war. Am 26. Juni 1898 führte er auf der Tribüne der Abgeordnetenkammer eine freimaurerische Geste aus, um die gewählten Freimaurer dazu aufzufordern, der Regierung Pierre Waldeck-Rousseau das Vertrauen auszusprechen. | Signe de Grande détresse - Musée des Horreurs 15                    |
| 16  | 28. Januar 1900            | Dernière culbute (Letzter Purzelbaum)                                                                | Pierre Waldeck-Rousseau als seiltanzender Affe, der unter einem Regen von „Mercier-Zetteln“ von seinem Seil fällt: General Mercier, ein entschiedener Dreyfus-Gegner, wurde am 28. Januar 1900 zum Senator gewählt. | Dernière culbute - Musée des Horreurs 16                            |
| 17  | Februar 1900               | Comment on arrive!! (Wie man ankommt!!)                                                              | General de Galliffet als Hund, der auf seinen beiden Vorderpfoten läuft und als Belohnung für seinen Trick das Kriegsministerium erhält. Die Bastion 43 (von Thiers’ Stadtmauer) und die menschlichen Knochen beziehen sich auf die Kommunarden, die während der Blutwoche (1871) auf Befehl des Generals hingerichtet wurden. | Comment on arrive - Musée des Horreurs 17                           |
| 18  | Zweite Februarhälfte 1900  | Il n’est pas Protestant (Er ist nicht protestantisch)                                                | Ludovic Trarieux als geifernde weiße Gans oder Schwan. Der Titel bezieht sich auf den angeblichen Übertritt zum Protestantismus, der Trarieux von antidreyfusardischen Kreisen (insbesondere von Gyp im Jahr 1898) zugeschrieben wurde. | Il n’est pas protestant - Musée des Horreurs 18                     |
| 19  | Februar oder März 1900     | Tout par le peuple (Alles durch das Volk)                                                            | Handelsminister Alexandre Millerand als Hase, der eine Zigarre raucht. | Tout par le peuple - Musée des Horreurs 19                          |
| 20  | Februar oder März 1900     | Boum boum! madame!!                                                                                  | Émile Loubet als Zirkusbär, der Nougat verkauft (der Präsident stammte aus Montélimar). Titel und Thema erinnern an eine Passage aus Fernand Hues „Autour du monde en pousse-pousse“ (Mit der Rikscha um die Welt): Eine Familie, die die Weltausstellung 1889 besucht, sieht dort einen Mann mit einem Fez auf dem Kopf, der auf einer Metallplatte einen Teigklumpen von zweifelhafter Farbe hielt und rief: „Bum-bum, Messieurs! Bum-bum, Madame!“. | Boum boum madame - Musée des Horreurs 20                            |
| 21  | März 1900                  | Del-Lâchoda devant l'Angleterre 11 Xbre 1898 (Del-Lâchoda vor England am 11. Xtemper 1898)           | Théophile Delcassé als Pudel, der sich (vor England) aufspielt, eine Anspielung auf den Rückzieher von Faschoda (1898), der dem Außenminister von den Nationalisten vorgeworfen wurde. | Del-Lâchoda - Musée des Horreurs 21                                 |
| 22  | März 1900                  | Raminamonis l'escroc (Raminamonis der Betrüger)                                                      | Die Hand von Papillaud, einem Journalisten der Zeitung La Libre Parole, hindert Ernest Monis (hier als Katze Raminagrobis) daran, auf eine Flasche Cognac Martell aufzuspringen. In einem Artikel vom Oktober 1899 beschuldigte Papillaud den Justizminister, der übrigens Alkoholhändler war, das Haus Martell betrügen zu wollen. | Raminamonis l’escroc - Musée des Horreurs 22                        |
| 23  | März 1900                  | Ministre et Traître (Minister und Verräter)                                                          | Marineminister Lanessan hält als Fisch oder Seeungeheuer einen Brief in der Hand, in dem er an Jude Philipp schreibt: „Gehen Sie in Frieden, ich passe auf. Viele Grüße an Canivet“. Am 5. März warf Georges Berry Lanessan vor, zwischen Januar und Februar einen Monat gebraucht zu haben, um gegen einen seiner Beamten, Philipp, vorzugehen, wodurch dieser Zeit hatte, einer Verfolgung wegen Betrugs oder sogar Hochverrats zu entgehen (vgl. horreurs, Nr. 32). Die Anspielung auf den Journalisten Raoul Canivet erinnert daran, dass Lanessan 1894 aufgrund seiner Verbindungen zum Leiter der Zeitschrift Paris, der der Chantage beschuldigt wurde, als Gouverneur von Indochina abgesetzt wurde. | Ministre et traître - Musée des horreurs 23                         |
| 24  | März oder April 1900       | Coquin (Schelm)                                                                                      | Isidore-René Jacob-Paquin als Affe, der das Kreuz der Ehrenlegion in ein Bidet taucht. Paquin, ein großer jüdischer Modeschöpfer und Dreyfusard, wurde am 19. Februar 1900 auf Bericht von Alexandre Millerand zum Ritter der Ehrenlegion ernannt. Die Antidreyfusards bestritten diese Auszeichnung, die am 23. März Gegenstand einer Interpellation in der Kammer war. | Coquin - Musée des horreurs 24                                      |
| 25  | März oder April 1900       | Ça porte toujours bonheur (Das bringt immer Glück)                                                   | Auguste Thomas (1845–1911), Bürgermeister und Industrieller in Gravières, der hier als Schmeißfliege dargestellt wird, die aus dem Loch eines Klohäuschens auftaucht, um sein Kreuz zu holen (Thomas war unter anderem Verwalter der Gesellschaft der Klohäuschen). | Ça porte toujours bonheur - Musée des horreurs 25                   |
| 26  | 15. April 1900             | Un bal à l’Elysée (Ein Ball im Elysée-Palast)                                                        | Mit denselben Tierkörpern wie in den vorherigen Lieferungen ausgestattet, tanzen Kahn, Picquart, Reinach, Zola und Dreyfus um Loubet herum, der ein Tamburin mit der Aufschrift Panama spielt (er wird beschuldigt, den Skandal in seiner Zeit als Innenminister vertuschen zu wollen). | Bal à l’Elysée - Musée des horreurs 26                              |
| 27  | April oder Mai 1900        | Ministre-baîllon (Minister-Maulkorb)                                                                 | Georges Leygues als Esel, der sich auf das Fressen aus der Dreyfusard-Raufe vorbereitet, in dem sich Geldsäcke sowie die Brieftasche des Erziehungsministeriums befinden. | Ministre-bâillon - Musée des Horreurs 27                            |
| 28  | Mai 1900                   | Luci-pouah!                                                                                          | Louis Lucipia, als Hund (eine Parodie des Löwen auf dem Denkmal der Republik) und mit einer Parodie des Freimaurer-Springers, blickt besorgt auf die Wahlurne, die mit Dausset-Zetteln gefüllt ist und über zerrissenen Luci-pouah!-Zetteln mit den drei Freimaurerpunkten liegt. Lucipia, der amtierende Vorsitzende des Stadtrats und amtierende Stadtrat des Viertels Enfants-Rouges, wurde am 6. Mai von dem Nationalisten Dausset in die Stichwahl geschickt. Dausset gewann im zweiten Wahlgang am 13. Mai. Die Pariser Kommunalwahlen waren generell ein Sieg der Nationalisten. | Luci-pouah - Musée des horreurs 28                                  |
| 29  | Mai 1900                   | Porte ça à Dreyfus!! (Bring das zu Dreyfus!)                                                         | Der Direktor von Le Siècle, Yves Guyot, hier als Kröte, erhält einen Tritt von Populo. | Porte ça à Dreyfus - Musée des Horreurs 29                          |
| 30  | Mai 1900                   | Le Châtiment (Die Strafe)                                                                            | Loubet, erkennbar an seinem eingedrückten Hut (durch den Stockschlag von Baron Christiani am 4. Juni 1899), wird von den Stimmzetteln auf die Namen der am 6. und 13. Mai gewählten nationalistischen Pariser Stadträte überschwemmt. | Le Châtiment - Musée des Horreurs 30                                |
| 31  | Mai 1900                   | Le 5ème Acte (Der 5. Akt)                                                                            | Loubet wird von Paul Déroulède mit der Peitsche aus dem Élysée-Palast vertrieben. Der Titel ist möglicherweise eine Antwort auf den Titel eines Gastbeitrags von Zola in L’Aurore vom 12. September 1899. | Le 5ème acte - Musée des Horreurs 31                                |
| 32  | Mai 1900                   | Le Traître Philipp! (Der Verräter Philipp!)                                                          | Jude Philipp (1865–19..) als Vogel, der an eine Wand genagelt ist. Philipp, ein stellvertretender Büroleiter im Marineministerium (siehe horreurs, Nr. 23), wurde am 10. Mai in Abwesenheit wegen Vertrauensmissbrauchs und versuchten Betrugs verurteilt. Am 10. Januar hatte Philipp an den englischen Botschafter geschrieben und ihm angeboten, Informationen über die Vorbereitungen der südafrikanischen Republik Transvaal im Zusammenhang mit dem Burenkrieg zu kaufen. | Le traître Philipp - Musée des horreurs 32                          |
| 33  | Mai oder Juni 1900         | En train de crever (Am Abkratzen)                                                                    | Waldeck-Rousseau stürzt von einem Bürgersteig. Aus seiner Brieftasche fallen Briefe von Reinach, Mathilde und Kommissar Tomps. Tomps' Untersuchung von Cernuszkis belastender Aussage gegen Dreyfus, die er auf Waldeck-Rousseaus Wunsch und ohne Wissen des Kriegsministers in Verbindung mit einer gewissen Mathilde durchgeführt hatte, wurde am 21. Mai bekannt und führte am 28. Mai zum Rücktritt von General Galliffet. Der Titel bezieht sich auf eine Erklärung, die Galliffet am 25. Mai vor dem Senat zu seinem eigenen Gesundheitszustand abgab. | En train de crever - Musée des Horreurs 33                          |
| 34  | Juni 1900                  | Que le chambardement commence!! (Der Umsturz beginnt!!)                                              | Joseph Reinach als König, der die „Liste der 104 Parlamentarier“ in der Hand hält, die während des Panama-Skandals korrumpiert wurden. Der Titel bezieht sich auf die drohenden Worte, die Reinach im Januar 1898 in den Gängen des Palais Bourbon geäußert haben soll: „Wir werden nicht abrüsten: Entweder wir erhalten die Wiederaufnahme des Prozesses oder wir werden alles aufmischen“. Trotz Reinachs Dementi wird dieses Zitat in der Folgezeit häufig in der antidreyfusardischen Presse auftauchen. | Que le chambardement commence - Musée des Horreurs 34               |
| 35  | Juni 1900                  | Amnistie populaire! (Volksamnestie!)                                                                 | Dreyfus wird an einem Galgen aufgehängt, wobei die Aufschrift „Verräter“ an sein Hemd geheftet ist. Der Titel bezieht sich auf das Amnestiegesetz, das am 2. Juni von den Senatoren verabschiedet wurde. | Amnistie populaire - Musée des Horreurs 35                          |
| 36  | Juni 1900                  | Fr... André                                                                                          | General André hält als Diener einen Nachttopf mit den Initialen von Joseph Reinach, in dem sich ein zerknittertes Papier mit der Aufschrift „Affaire Dreyfus“ befindet. Der Titel und zahlreiche freimaurerische Symbole (drei Punkte in einem Dreieck) prangern die angeblichen Verbindungen des neuen Kriegsministers mit der Freimaurerei an. | Fr... André - Musée des Horreurs 36                                 |
| 37  | Juni 1900                  | Fallières                                                                                            | Der Präsident des Senats, Armand Fallières, zeigt eine an die Senatoren gerichtete Judenkugel-Botschaft (eine weitere Anspielung auf das Amnestiegesetz und den angeblichen Einfluss Reinachs auf die Parlamentarier). | Fallières - Musée des Horreurs 37                                   |
| 38  | Juni oder Juli 1900        | La crainte des tomates (Die Angst vor Tomaten)                                                       | Pierre Baudin, Minister für öffentliche Arbeiten, bückt sich, um in dem bourg pourri Belley ein Abgeordnetenmandat aufzuheben. Er wurde 1898 in das 11. Arrondissement von Paris gewählt und nutzte am 1. Juli 1900 eine Nachwahl, um sein Heimatdepartement Ain zu vertreten. | La crainte des tomates - Musée des Horreurs 38                      |
| 39  | Juli 1900                  | Brugère s’amuse (Brugère amüsiert sich)                                                              | General Brugère zerschlägt Zinnsoldaten, die den Generalstab der Armee repräsentieren. Brugère war gerade zum Vizepräsidenten des Obersten Kriegsrats ernannt worden, um General Jamont zu ersetzen, der am 2. Juli als Reaktion auf die Maßnahmen von General André gegen hochrangige Antidreyfusardisten zurückgetreten war. | Brugère s’amuse - Musée des Horreurs 39                             |
| 40  | Juli 1900                  | Un caïman mystifié (Ein mystifizierter Kaiman)                                                       | Der Anwalt Léonce de Sal, Senator und Richter am Hohen Gericht, war Opfer eines Scherzes und verblüfft, als er in seiner Mütze kleine Kaimane (siehe horreurs, Nr. 13) aus Gummi sowie Miniaturpfannen (Slang für „Denunziant“) vorfand. | Un caïman mystifié - Musée des Horreurs 40                          |
| 41  | Juli 1900                  | ... la valeur n'attend pas le nombre des années! (... der Wert wartet nicht auf die Zahl der Jahre!) | Antoine Monis, Sohn und Privatsekretär des Justizministers, ist als Baby abgebildet, erkennbar an einer Rassel mit dem Stempel „Justizministerium“ und einer Flasche Martell-Cognac (siehe horreurs, Nr. 22). Auf seinem Lätzchen sind die palmes académiques angeheftet. Die Verleihung dieser Auszeichnung an den sehr jungen Sohn des Ministers wurde am 9. Juli in der Kammer insbesondere von dem nationalistischen Abgeordneten Charles Bernard kritisiert. | La valeur n'attend pas le nombre des années - Musée des Horreurs 41 |
| 42  | August 1900                | Nathan Mayer ou l'origine des milliards (Nathan Mayer oder der Ursprung der Milliarden)              | Der Finanzier Nathan Mayer Rothschild gräbt als Aasfresser auf dem mit Gebeinen bedeckten Schlachtfeld von Waterloo nach Goldmünzen. Einem Gerücht zufolge, das von antisemitischen Autoren wie Édouard Demachy weiterverbreitet wurde, soll sich Nathan durch Spekulationen über den Ausgang der Schlacht bereichert haben. | Nathan Mayer ou l’origine des milliards - Musée des Horreurs 42     |
| 43  | August oder September 1900 | Karl Mayer le Contrebandier (Karl Mayer der Schmuggler)                                              | Carl Mayer von Rothschild als Katze schiebt mit dem Familienwappen der Rothschilds (fünf Pfeile, für die fünf Zweige der Familie) gekennzeichnete Bündel über die Grenze zwischen Frankreich und Deutschland. Laut Demachy sollen Karl und sein Bruder James 1812 von der französischen Polizei des Schmuggels verdächtigt worden sein. | Karl Mayer le contrebandier - Musée des Horreurs 43                 |
| 44  | September 1900             | Le baron James (Baron James)                                                                         | James de Rothschild stapelt als Wolf Geldsäcke (siehe horreurs, Nr. 43). | Le baron James - Musée des Horreurs 44                              |
| 45  | September 1900             | Le baron Alphonse (Baron Alphonse)                                                                   | Alphonse de Rothschild betrachtet als monströser, einäugiger und krallenbewehrter Affe eine Truhe voller Goldmünzen. | Le baron Alphonse - Musée des Horreurs 45                           |
| 46  | Oktober 1900               | Léonora                                                                                              | Léonora de Rothschild, Alfonses Frau, als Ziege mit einem Medaillon „À Maurice pour la vie“ (?) an ihrer Halskette. | Léonora - Musée des Horreurs 46                                     |
| 47  | Oktober 1900               | Henri                                                                                                | Henri de Rothschild sagt in einem Auto fahrenden Schwein: „Ich glaube, ich habe wieder jemanden überfahren.... Basta! Ich werde das von La Libre Parole bezahlen lassen“. Nachdem eine Droschke von einem Fahrzeug, das Henri de Rothschild gehörte (aber von seinem Chauffeur gefahren wurde), gerammt worden war, versuchten Édouard Drumont und sein Journalist Raphaël Viau, den Unfall in La Libre Parole auszuschlachten. Die Urheber dieser verleumderischen Kampagne wurden Anfang August zu je 10.000 Francs Schadensersatz verurteilt. | Henri - Musée des Horreurs 47                                       |
| 48  | Oktober oder November 1900 | Charlotte Mayer                                                                                      | Charlotte de Rothschild als Gorilla mit einem Halsband, das das Emblem der Familie Rothschild zeigt (siehe horreurs, Nr. 43). | Charlotte Mayer - Musée des Horreurs 48                             |
| 49  | November 1900              | La Casserole de Fontainebleau (Die Kasserolle von Fontainebleau)                                     | Hauptmann Adrien Coblentz (1866–1928) als Hase mit abgeschnittenem Schwanz (eine Anspielung auf die Beschneidung), der auf einem Kochtopf reitet (siehe horreurs, Nr. 40). Am 10. Oktober ließ General André mehrere antisemitische Offiziere der École d'application de l'artillerie de Fontainebleau versetzen, die Misstrauen gegenüber Coblentz geäußert hatten. Am 13. Oktober wurde der Kommandeur der Schule, General Perboyre, freigestellt. | La casserole de Fontainebleau - Musée des Horreurs 49               |
| 50  | Dezember 1900              | Decrais à la Tribune (Decrais auf der Tribüne)                                                       | Kolonialminister Albert Decrais weint als Affe auf der Tribüne der Abgeordnetenkammer: „Papillaud verfolgen! ... Niemals im Leben! ... Er würde den Beweis erbringen....“ Nachdem der Sohn des Ministers von La Libre Parole beschuldigt worden war, mit Orden zu handeln, ermöglichte eine Zwischenfrage von Gustave Rivet am 19. November Decrais, auf diese Anschuldigungen mit Missachtung zu reagieren, trotz der Provokation von Drumont, der vorgab, sich darüber zu wundern, dass seine Zeitung nicht strafrechtlich verfolgt wurde. | Decrais à la tribune - Musée des Horreurs 50                        |
| 51  | Dezember 1900              | Le Polichinelle Breton (Pulcinella Breton)                                                           | Jules-Louis Breton agitiert als von einer unsichtbaren Hand bewegte Marionette in der Dreyfus-Affäre. Am 13. Dezember, als in der Abgeordnetenkammer über den Amnestieentwurf (siehe horreurs, Nr. 35) debattiert wurde, ergriff Breton das Wort und beklagte, dass die Schuldigen nicht verfolgt würden. | Le Polichinelle Breton - Musée des Horreurs 51                      |
| nn  | September 1900?            | 30 ans après !... (30 Jahre danach! ...)                                                             | Nicht nummeriertes Exemplar: Prinz Victor Napoleon, ein Möchtegern-Bonapartist, mit einem kleinen Napoleonhut auf dem Kopf, erwürgt die von Marianne personifizierte Republik. Der Titel ist eine eindeutige Anspielung auf den Sturz des Zweiten Kaiserreichs nach der Niederlage von Sedan (1870). Die Zeichnung ist ein Echo auf mehrere Leitartikel Rocheforts in L’Intransigeant: Der Prinz, der tatsächlich zu Dreyfus’ Unschuld neigt und den Antisemitismus verurteilt, wird von dem Polemiker beschuldigt, im Sold der Juden zu stehen und eine „bonapartistische Verschwörung“ zu schüren. | 30 ans après - Musée des Horreurs                                   |

| Nr. | Datum               | Titel                                         | Beschreibung | Bild                                        |
| --- | ------------------- | --------------------------------------------- | --- | ------------------------------------------- |
| 1   | Mitte November 1899 | Tirez Lâches!!! (Schießt, ihr Feiglinge!!!!)  | Erste Ausgabe des Musée des Patriotes, einer Beilage zum Musée des horreurs (Museum der Schrecken). Paul Déroulède, der damals vor dem Hohen Gericht wegen Verschwörung angeklagt war, zeigt seinen Anklägern seine Brust. Ein Rahmen enthält einen Auszug aus der Resolution der „parti républicain plébiscitaire“, die bei einem nationalistischen Treffen am 16. Juli 1899 im Theater der Republik verabschiedet wurde. | Tirez lâches - Musée des Patriotes 1        |
| 2   | Dezember 1899       | –                                             | Henri Rochefort sitzt mit einer Feder in der Hand und stützt seinen Ellenbogen auf eine Ausgabe von L’Intransigeant. | Rochefort - Musée des Patriotes 2           |
| 3   | Dezember 1899       | –                                             | Édouard Drumont sitzt an seinem Schreibtisch vor einer Ausgabe von La Libre Parole und stützt seinen Ellenbogen auf einen Stapel seiner Werke: La France Juive (1886), La Dernière bataille (1890), La Fin d'un monde (1889) und Mon vieux Paris (1879). | Drumont - Musée des Patriotes 3             |
| 4   | Januar 1900         | François Coppée                               | François Coppée, Ehrenpräsident der Ligue de la patrie française, sitzt an seinem Schreibtisch und hat den Ellbogen auf ein aufgeschlagenes Buch gestützt. | François Coppée - Musée des Patriotes 4     |
| 5   | Juni 1900           | Lt-colonel Marchand (Oberstleutnant Marchand) | Oberstleutnant Jean-Baptiste Marchand, Held der Nationalisten seit Faschoda (siehe Musée des horreurs Nr. 21), ist mit dem Offiziersabzeichen der Ehrenlegion abgebildet. | Lt-Colonel Marchand - Musée des Patriotes 5 |

## Victor Lenepveu
Auguste-Victor Lenepveu, der hier mit „V. Lenepveu“ zeichnete, wurde am 21. Juli 1852 in Oran als unehelicher Sohn von Nathalie Hélène François Audibert geboren. Am 8. Dezember 1858 wurde er nach der Heirat seines Vaters Jules Victor Lenepveu (geboren 1821 in Paris) mit seiner Mutter anerkannt. In den Wählerlisten des Départements Seine-et-Oise und der Volkszählung der Gemeinde Colombes wurde er 1891 als Journalist aufgeführt, der mit Louise Blondeau in der Nr. 201 der Avenue d’Argenteuil wohnte. Der Historiker Bertrand Joly erwähnt auch einen Brief von Lenepveu an Paul Déroulède, in dem sich der Autor des Musée des horreurs als „Algerier“ bezeichnet. Er wurde im Juli 1899 zu einer Geldstrafe von 25 Francs auf Bewährung verurteilt, weil er während der antidreyfusardischen Demonstration gegen Präsident Loubet am 4. Juni auf der Pferderennbahn von Auteuil den Polizeibeamten „Oh! les vaches!“ (Oh, die Kühe!) zugerufen hatte.
Er wohnte schon vor August 1899 in der Rue Dulong 58, da er zu dieser Zeit als „fabriquant de jouets patriotiques“ (Hersteller von patriotischem Spielzeug) erwähnt wurde, einer satirischen Produktion, die sich gegen die französische Regierung richtete, was ihm zwar einige Schwierigkeiten mit den Verkaufs- und Handelsbehörden einbrachte, aber im Zusammenhang mit der Dreyfus-Affäre zu sehen ist. Victor Lenepveu wurde von Gaston Méry in La Libre Parole vom 15. Oktober 1899 befragt, als das Musée des Horrors zum Verkauf angeboten wurde, und erklärte: „Ich bin Algerier und Antisemit. Es ist ein Propagandawerk, das ich mache“.
Am 29. Oktober 1901 wurde Victor Lenepveu im Rahmen der Kampagne im Zusammenhang mit den Parlamentswahlen als Vorsitzender des Comité républicain nationaliste des Batignolles erwähnt, das der Partei La Patrie française nahestand. Am 13. April 1902 war er immer noch aktiv und stand dem Comité républicain nationaliste nahe, das von Edmond Lepelletier, der sich selbst als „nationalistisch, antiministeriell, antikollektivistisch“ bezeichnete – und der der erste Biograf von Paul Verlaine war –, und Ernest Grandon geleitet wurde: In der Folge wurde Lepelletier zum Abgeordneten des Départements Seine gewählt. Danach verliert sich die Spur von Victor Lenepveu.